# Fab! -Music speaks.-
『Fab! -Music speaks.-』（ファブ ミュージック スピークス）は、Hey! Say! JUMPのアルバム。8枚目のオリジナルアルバムとして、2020年12月16日にジェイ・ストームから発売された。

## 概要
アルバムタイトル『Fab!』は「Fabulous」の略で、“架空の・寓話に出てくるような”という語源から、“夢みたいな、ワクワクする”という意味をもつ。伊野尾が発案した「音楽×童話」をテーマに、『赤ずきん』や『アラビアンナイト』、『白雪姫』、『オオカミ少年』、『ピーター・パン』などをモチーフに各ミュージシャンが新曲を書き下ろし、『Music Speaks.』という言葉がもつ“音楽が語る”という意味通り、物語をひとつひとつ紡ぐアルバムとなっている。
初回限定盤1・2、通常盤の3形態での発売となり、それぞれ収録内容が異なる。初回限定盤1には、本作のリードトラックである収録曲「Fab-ism」のミュージッククリップとメイキング、初回限定盤2には「狼青年」のミュージッククリップとメイキング、「千夜一夜」と「ナイモノネダリ」のプロモーションビデオ、通常盤には「闇の先へ僕らは歩き出す」がボーナス・トラックとして収録されている。
2020年10月12日にHoney Beeとして「狼青年」、Sindibaadとして「千夜一夜」、John Darlingとして「ナイモノネダリ」のPVがそれぞれ正体を隠したまま同時にYoutubeにアップロードされたことで、“急上昇動画”に上がり、インターネット上で拡散され、その正体がジャニーズ事務所所属の8人組グループではないかという噂が浮上して話題となった。「狼青年」は正体が明かされる前に500万回再生を超えた。
初週25万枚を売り上げ、12月28日付オリコン週間アルバムランキングで初登場1位となり、1stアルバム『JUMP NO.1』から9作連続、通算9作目の1位を記録した。

## 封入特典
- 初回限定盤1 - 大型歌詞フォトブックレット(32P) ※Fab!スペシャル三方背BOX仕様(194mm×194mm)[7]
- 初回限定盤2 - 歌詞フォトブックレット(40P) ※三方背BOX+デジパック仕様[7]
- 通常盤 - 折りポスター型歌詞ブックレット(16P)[7]

また、通常盤には引換番号が記載された用紙が封入されており、通常盤購入者を対象にしたスペシャルイベント『「Fab! -Music speaks.-」Online』を2020年12月20日12時からと15時30分からの2部構成で仮想ライブ空間・SHOWROOMにて開催（見逃し配信あり）。アルバムに収録された楽曲を披露するミニライブとメンバーのトークが生配信された。

## 収録曲

### CD
1. Fab-ism
作詞：辻村有記、作曲・編曲：辻村有記、伊藤賢
  - Hey!Say!JUMP出演 SHOWROOM「smash.」CMソング[13]

本作のリードトラック[9]。「ファブイズム」と読む[13]。
2. I am
作詞：Meerkat、作曲：Furuse Kai、編曲：2004，遠藤ナオキ
  - 26thシングル
  - 中島裕翔主演 テレビ東京系ドラマホリック!『僕はどこから』主題歌[14]
3. 狼青年
作詞・作曲：薔薇園アヴ、編曲：女王蜂，塚田耕司
モチーフ童話は『赤ずきん』[7]。
2020年10月12日にYouTube「Honey Bee official チャンネル」にて、正体不明のボーイズグループ『Honey Bee』名義でプロモーションビデオが公開された[15]。振り付けは東京ゲゲゲイのMARIEが担当している[15]。視聴数は2020年12月22日時点で1000万回を超えている[3]。
4. Muah Muah
作詞：辻村有記、作曲：辻村有記，伊藤賢、編曲：石塚知生
  - 26thシングル
  - Hey!Say!JUMP出演 コーセーコスメポート「フォーチュン」CMソング[16]
5. 千夜一夜
作詞・作曲・編曲：Ayase（YOASOBI）
モチーフ童話は『アラビアンナイト』[7]。
2020年10月12日にYouTube「Sindibaad official チャンネル」にて、正体不明の状態でプロモーションビデオが公開された[10]。アニメーション仕立てのPVとなっており、藍にいなが制作した[10]。
6. Your Song
作詞：小倉しんこう，辻村有記、作曲：小倉しんこう、編曲：石塚知生
  - 28thシングル
  - 山田涼介主演 TBS系金曜ドラマ『キワドい2人-K2-池袋署刑事課 神崎・黒木』主題歌[17]
7. Jazzy Cut
作詞・作曲・編曲：A-bee
モチーフ童話は『ブレーメンの音楽隊』[7]。
8. Snow White
作詞：清水翔太、作曲：清水翔太，MANABOON、編曲：MANABOON
モチーフ童話は『白雪姫』[7]。
9. Liar
作詞・作曲・編曲：岡崎体育
モチーフ童話は『オオカミ少年』[7]。
10. Last Mermaid...
作詞・作曲：Kaoru、編曲：佐々木博史
  - 27thシングル
  - 伊野尾慧出演 テレビ朝日系金曜ナイトドラマ『家政夫のミタゾノ 第4シリーズ』主題歌

モチーフ童話は『人魚姫』[7]。
11. MANTRA
作詞：栗原暁 (Jazzin' park)，JUN，AKIRA、作曲・編曲：Andreas Ohrn，Peter Boström
モチーフ童話は『西遊記』[7]。
12. Puppet
作詞：KiUi、作曲：Geek Boy Al Swettenham，KiUi、編曲：Geek Boy Al Swettenham
モチーフ童話は『ピノキオ』[7]。
13. Kiss Your Lips
作詞：岡田一成、作曲：岡田一成，城戸紘志、編曲：遠藤ナオキ
モチーフ童話は『眠り姫』[7]。
14. 御伽と知る世界
作詞・作曲：まふまふ、編曲：まふまふ，三矢禅晃
モチーフ童話は『ヘンゼルとグレーテル』[7]。
15. ナイモノネダリ
作詞・作曲：橋口洋平、編曲：wacci　ストリングス編曲：深澤恵梨香
モチーフ童話は『ピーターパン』[7]。
2020年10月12日にYouTube「John Darling official チャンネル」にて、正体不明の状態でプロモーションビデオが公開された[10]。ドラマ仕立てのPVとなっており、主人公は女優の奈緒が演じている[10]。
16. Last forever
作詞・作曲：Furuse Kai、編曲：佐々木博史
モチーフ童話は『シンデレラ』[7]。
17. 闇の先へ僕らは歩き出す
作詞：辻村有記、作曲・編曲：辻村有記，伊藤賢
通常盤のみ収録。
モチーフ童話は『オズの魔法使い』[7]。

### DVD

#### 初回限定盤1
1. 「Fab-ism」ビデオ・クリップ & メイキング

#### 初回限定盤2
1. 「狼青年」ビデオ・クリップ & メイキング
2. 「狼青年」プロモーション・ビデオ
3. 「千夜一夜」プロモーション・ビデオ
4. 「ナイモノネダリ」プロモーション・ビデオ